# Juliusz Kaden-Bandrowski

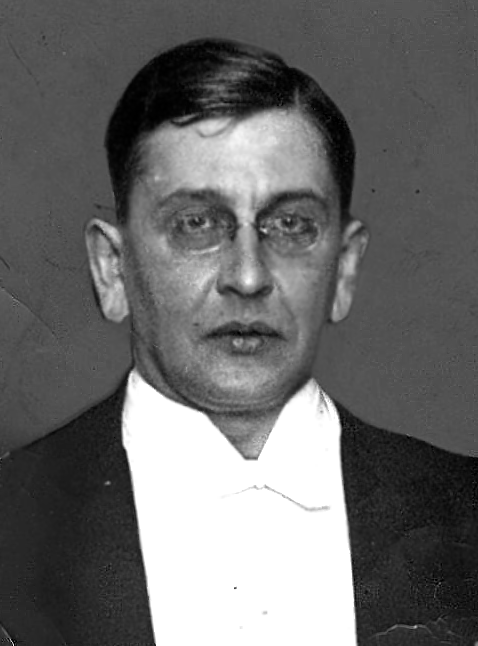
Juliusz Kaden-Bandrowski

Juliusz Kaden-Bandrowski, född 24 februari 1885, död 8 augusti 1944, var en polsk författare.
Kaden-Bandrowski skildrade i romaner och noveller polackernas strid under första världskriget, där han själv deltog. Bland hans övriga verk märks en roman med social-politisk bakgrund, General Barcz (1923) och en behagfull, psykologiskt intresseväckande skildring av författarens barndomstid.